# Bright Dike
Chinedu Dike, conosciuto per lo più come Bright (Edmond, 2 febbraio 1987), è un ex calciatore statunitense naturalizzato nigeriano, di ruolo attaccante.

## Biografia
Sua sorella Courtney è una calciatrice che gioca per la Nigeria, mentre suo fratello Daryl è un calciatore che rappresenta gli Stati Uniti.